# Amphinema biscayana
Amphinema biscayana är en nässeldjursart som först beskrevs av Browne 1907.  Amphinema biscayana ingår i släktet Amphinema och familjen Pandeidae. Inga underarter finns listade i Catalogue of Life.